# 広告キャンペーン
広告キャンペーン (こうこくキャンペーン、英: advertising campaign) とは、ひとつのアイデアとテーマを共有する広告メッセージである。そして、それは統合型マーケティングコミュニケーション (Integrated Marketing Communication、IMC) を構成する。広告キャンペーンは特定期間内に異なるメディアで見かけることになる。
広告キャンペーンを作る重要な部分は、個々の広告や他のマーケティング・コミュニケーションで使われる方針を策定し、キャンペーンテーマを決定することである。キャンペーンテーマはプロモーション活動によって伝わる中心的なメッセージである。
キャンペーンテーマは通常、相当期間使われることを意図して開発されるが、しばしば、それらの多くは、効果があがらなかったり、市況によるものであったり、市場やマーケティングミックスでの競争などの要因によって短命である。

## キャンペーンの例
テーマにのっとり、期間限定でメディアと広告主とが代理店等を使い実施していく事例
小林多喜二 蟹工船 読書エッセーコンテスト